# Municipio de Colfax (condado de Atchison)
El municipio de Colfax (en inglés: Colfax Township) es un municipio ubicado en el condado de Atchison en el estado estadounidense de Misuri. En el año 2010 tenía una población de 65 habitantes y una densidad poblacional de 0,6 personas por km².

## Geografía
El municipio de Colfax se encuentra ubicado en las coordenadas 40°25′43″N 95°14′37″O / 40.42861, -95.24361. Según la Oficina del Censo de los Estados Unidos, el municipio tiene una superficie total de 108.73 km², de la cual 108,69 km² corresponden a tierra firme y (0,04 %) 0,05 km² es agua.

## Demografía
Según el censo de 2010, había 65 personas residiendo en el municipio de Colfax. La densidad de población era de 0,6 hab./km². De los 65 habitantes, el municipio de Colfax estaba compuesto por el 100 % blancos. Del total de la población el 0 % eran hispanos o latinos de cualquier raza.